# Terapevtska glina
Terapevtska glina je glina, ki se uporablja v zdravilstvu. Gline, ki se najpogosteje uporabljajo v terapevtske namene, so kaolin, Fullerjeva zemlja in bentonit, vendar natančna definicija teh substanc ne obstaja. Odkrite so bile namreč s preprostimi poskusi in raziskavami učinkovitosti pri posameznem bolezenskem stanju, z določevanjem sestave različnih vrst gline pa se niso ukvarjali. Tudi z novejšimi poskusi klasifikacije težko opredelimo vrste glin, saj zaradi različnih nahajališč variira razmerje količin različnih mineralov, ki so prisotni v njih. »Bentonit« se tipično nanaša na širši spekter glin z različnimi lastnostmi. V alternativni medicini se ta termin pogosto uporablja za poimenovanje vseh vrst terapevtskih glin. Podoben izraz je »montmorilonit« (poimenovan po kraju nahajanja v Montmorillontu v Franciji), zato je pogosto možna medsebojna zamenjava z »bentonitom«.
Uporaba gline v ljudski medicini sega daleč v prazgodovino.
Prvi zapisi o uporabi t.i. medicinske gline so bili odkriti v Mezopotamiji okoli 2500 pr. n. št. 
Tudi stari Egipčani so poznali njene zdravilne lastnosti in jo uporabljali kot protivnetno in protibolečinsko snov, Papirus Ebers pa opisuje njeno uporabo pri različnih zdravstvenih težavah - od prebavnih motenj do kroničnih očesnih obolenj.
V Sloveniji se je prvi začel zanimati za glino in za njene pozitivne učinke pater Simon Ašič. 
Domorodna ljudstva po vsem svetu še danes zelo pogosto uporabljajo glino, kar je povezano z geofagijo. Za terapevstke namene se uporabljajo različne vrste gline predvsem za zunanjo uporabo v zdraviliščih, spa in wellness centrih v obliki blatnih kopeli in terapij.

## Zgodovina
Uporaba gline v ljudski medicini sega daleč v prazgodovino.
Prvi zapisi o uporabi t. i. medicinske gline so bili odkriti v Mezopotamiji okoli 2500 pr. n. št. Tudi stari Egipčani so poznali njene zdravilne lastnosti in jo uporabljali kot protivnetno in protibolečinsko snov, Papirus Ebers pa opisuje njeno uporabo pri različnih zdravstvenih težavah - od prebavnih motenj do kroničnih očesnih obolenj.
V antiki so uporabljali lemnijsko glino. Poimenovana je bila po otoku Lemnos, kjer so jo kopali. V uporabi je bila vse do 19. stoletja (zadnja omemba je v farmakopeji iz leta 1848), ko je bila celotna zaloga izčrpana. To vrsto gline je uporabljal tudi Galen, in sicer stisnjeno v okrogle kolačke (tablice - tablete), za zdravljenje poškodb, gnojnih ran in vnetij. Sodobne preiskave kažejo, da je bila ta vrsta gline sorodna današnjemu bentonitu.
Glino je v svojih delih omenjal tudi Perzijski zdravnik Avicenna (980-1037 n.št), omenjena pa je tudi v islamskem dokumentu Knjiga preprostih zdravil in hrane.
Tudi v Sloveniji je že več stoletij Komenda znana po izkopu gline Bentonit. V letih pred vojno je bilo približno 100 malih kmetov, ki so se poleg kmetovanja ukvarjali tudi z lončarstvom. Glino so jim kopali in dostavljali "furmani".

## Lastnosti in delovanje gline
Gline vsebujejo velike količine mineralov v sledeh, ki so nujni za delovanje človeškega organizma (v montmorilonitnih glinah, na primer, lahko najdemo tudi do 75 različnih mineralov ), kar morda lahko razloži številne zdravilne lastnosti gline.
Delovala naj bi antiseptično, protivnetno in proti infekcijsko poleg tega pa tudi spodbujala obnavljanje zdravih celic.

## Priprava gline za namen zdravljenja
Glino, kupljeno v glinokopu, je potrebno pred uporabo dobro posušiti, zdrobiti v za oreh debele kose in odstraniti kamne, travo in korenine. Tako pripravljeno glino je priporočeno shranjevati v lončeni, stekleni, leseni ali keramični posodi, saj ne sme priti v stik s posodo ali priborom iz aluminija, bakra ali železa. 
Glino za terapevtsko uporabo je možno kupiti trgovinah z zdravo prehrano in v lekarnah v obliki mazila, suhega praška za obkladke in čistega glinenega prahu za notranjo uporabo. 

## Zunanja uporaba gline
Polaganje glinenih oblog na obolela mesta naj bi blažilo simptome različnih bolezni in pripomoglo k hitrejši ozdravitvi. 

### Glineni obkladki
Glineni obkladki lahko pripormorejo k izboljšanju in zdravljenju kože v primeru bolezni, alergij, bolečin, vnetij, ali poškodb. Poleg tega se obkladki uporabljajo tudi v naslednjih primerih: pri sončnih opeklinah, ranah, urezninah, migrenah in glavobolih, vnetju mehurja, herpesu, bolečinah v hrbtu. 
Zagovorniki zdravljenja z glino trdijo, da ima glina močan drenažen učinek in pritegne k sebi škodljive snovi, zato opozarjajo, da se lahko bolezenski znaki na začetku poslabšajo. Kot primer navajajo zdravljenje gnojnega tvora: ta se najprerej poveča, odmrlo meso okrog njega odpade in nastane odprta rana, iz katere priteče gnoj, nato pa se tkivo popolnoma obnovi in rana se zaceli. 
Pri bronhitisu, prehladu in laringitisu svtujejo uporabo mlačnih debelih oblog na prsih in hrbtu, oblaganje vratu pa naj bi uravnavalo delovanje ščitnice (pri zmanjšanem delovanju jo spodbudi oz. zavre prekomerno izločanje ščitničnih hormonov). 
Z glino lahko domnevno ublažimo tudi bolečine, ki jih povzroča artritis ali artroza kolkov, obnovimo normalno dejavnost sklepov in znova pridobimo njihovo gibljivost. Glinena obloga imobiliziranega uda pa po prepričanju zdravilcev pripomore celo k zdravljenju zlomov kosti.

### Terapevtska glina v kozmetiki
Glina je pogosta sestavina različnih lepotnih izdelkov in pripravkov, saj naj bi glinene maske očistile kožo in jo obnovile. Uporablja se lahko za izboljšanje stanja kože z različnimi glinenimi maskami za obraz, z maskami za lase, ter kot naravno sredstvo za zdravje zob in dlesni. Glineni prah se dodaja tudi k kopelim, Topli glineni obkladki se uporabljajo v maskah za odpravljanje celulita, strij in brazgotin. Prav tako je glina osnovna sestavina tkivnega inženirstva.

## Notranja uporaba gline
Glina naj bi privlačila strupene snovi, uničevala odmrle celice in pospeševala obnovo celic. Predvideva se, da enako deluje tudi na prebavila, kjer privlači in pospeši izločanje telesu škodljivih snovi, zato jo lahko uporabljamo pri črevesnih razjedah, vnetjih in driskah. Velja prepričanje, da spodbuja tudi obnavljanje rdečih krvničk in zdravi slabokrvnost.
Zdravilci priporočajo kuro z glinenim napitkom, če hočemo okrepiti organizem ali prečistiti kri in notranje organe.
Napitek pripravimo nekaj ur pred uporabo. Čajno žličko gline v prahu damo z leseno ali plastično žlico v keramično ali stekleno posodo in dolijemo 1 do 2 decilitra vode. Pustimo, da se glina usede. Glineno vodo spijemo zjutraj na tešče ali zvečer pred spanjem. Glineni napitek redno pijemo dvakrat po tri tedne, vmes pa za en teden s kuro prekinemo.

## Zdravilni učinki gline

### Protibakterijske lastnosti
Raziskava znanstvenikov Univerze v Arizoni (ZDA) je potrdila, da sta z železom bogata smektit in ilitna glina (montmorillonitni oz. bentonitni tip gline) učinkovita pri in vitro uničenju bakterij. Avtorji raziskave poročajo, da glineni mineral 
»…izkazuje baktericidno aktivnost proti E. coli, ESBL (Extended-Spectrum-Beta-Lastamases) E. coli oz. E. coli, ki izloča beta laktamaze z razširjenim spektrom, S. enteritica serovar Typhimurium, P. aeroginosa in M. marinum bakterijskim vrstam, poleg tega pa signifikantno skrči rast bakterijskih vrst S. aureus, PRSA, MRSA in nepatogenih M. smegmatis, in to kar za tisočkrat v primerjavi s celičnimi kulturami brez dodanih mineralnih produktov.«

### Zdravljenje kandidoz
Gline dokazano učinkujejo proti infekcijam z glivo vrste Candida albicans. Ta kvasovka je pogosto prisotna pri oportunističnih okužbah ust in genitalij. Tovrstne infekcije, imenovane tudi kandidoze, lahko vstopijo v krvni obtok in povzročajo hude sistemske okužbe.
Leta 1971 izvedena študija o vplivu bentonita na rast glive Candida lipolytica je prišla do zaključka, da prisotnost gline močno zavira glivičen razrast.
Tudi novejša raziskava iz leta 2009 (Giachi in sodelavci, objavljeno v reviji Applied Clay Science), je potrdila zaviralni učinek bentonitne gline na kandido.

### Burulska razjeda
Redna uporaba glinenih oblog se je med drugim izkazala za uspešno pri zdravljenju Burulske razjede ali burulskega ulkusa. Bolezen je nalezljiva, povzroča pa je bakterija Mycobacterium ulcerans.

### Kelacija težkih kovin
Kelacijska terapija je uporaba snovi, imenovanih kelatorji, z namenom odstranitve strupenih kovin, kot npr. živo srebro, arzen in svinec, iz telesa, tako, da jih pretvorijo v kemično inertno obliko, ki se izloči brez nadaljnje interakcije s telesom. Uporablja se za zdravljenje zastrupitev s težkimi kovinami. Glina je dokazano odličen kelator. Ameriška znanstvenika Oyanedel-Craver in Smith sta preučevala sorpcijo štirih težkih kovin (svinca, kadmija, cinka in živega srebra) na tri vrste bentonitnih glin. Ugotovila sta, da imajo vse proučevane vrste gline precejšnjo kapaciteto za sorpcijo težkih kovin. 

### Uporaba med nosečnostjo
Nosečnice v številnih domorodnih kulturah pogosto uživajo glino, predvsem za zmanjšanje slabosti. Ker gline vsebujejo velike količine različnih mineralov v sledeh, to najverjetneje pripomore k razvoju zdravega zarodka.
Znanstvene analize glin, ki jih uporabljajo nosečnice v Nigeriji, so pokazale, da že zaužitje 500 mg gline na dan zadosti skoraj 80% dnevne potrebe nosečnic po kalciju. 

### Uporaba v vesoljskem programu NASA
NASA je že v 60. letih prejšnjega stoletja preučevala učinke breztežnosti na človeško telo. Z eksperimenti so dokazali, da breztežnost vodi v postopno izgubo kostne mase, zato so iskali snovi, ki bi to preprečevale. Številne farmacevtske družbe so razvile celo vrsto kalcijevih dopolnil, vendar nobeno ni bilo tako učinkovito kot rdečkasta glina Terramin iz Kalifornije. Doktor Benjamin Ershoff iz Kalifornijskega Politehničnega Inštituta je dokazal, da uživanje gline preprečuje učinke breztežnosti na spremembo kostne gostote. Poroča, da: 
»je kalcij v glini…absorbiran bolj učinkovito…(glina) vsebuje določen faktor oziroma faktorje poleg kalcija, ki omogočajo boljše izkoriščanje kalcija in tvorbo kosti.«
 Dodaja, da: 
»v primeru, ko je bil k dieti dodan le kalcij, ni bilo opaziti večje spremembe.«